# Богдан А302
Богдан А302 — сімейство 8,8-метрових міських автобусів середнього класу українського виробництва. 

## Опис моделі
Богдан А30212 представлено корпорацією «Богдан» 17 травня 2011 року в Тернополі.. Це брат-близнюк автобуса Богдан А092.80, але останній збудований на агрегатах японської компанії Isuzu, і її виробництво згорнеться через те, що японська сторона не може поставляти шасі. Богдан А30212 збудовано вже на європейських агрегатах. Ціна такого автобуса коливається в межах 700 тисяч гривень. Автобус обладнаний системою карткового розрахунку, На нові автобуси «Богдан» виробники дають 2 роки гарантії. 
Богдан А30212 має тримальний кузов вагонної компоновки. Автобус на вибір має два дизельних двигуни, один Cummins ISB4.5e5 185B об'ємом 4,5 л розвиває 185 к.с. (135 кВт), 700 Нм і відповідає нормам Євро-5, інший Deutz TCD 2013 L04 4V об'ємом 4,76 л розвиває 185 к.с. (135 кВт), 663 Нм і відповідає нормам Євро-5. Богдан А30212 комплектується 6 ступеневою коробкою передач виробництва ZF, на замовлення можна встановити і автоматичну КПП компанії Allison. Підвіска передніх коліс - залежна пневматична зі стабілізатором поперечної стійкості, задніх - залежна, пневматична. Гальмівна система пневматична, двохконтурна з АБС.

## Модифікації
- Богдан А30211 — міський автобус з двиуном Cummins ISDe 185 185B (об'ємом 4,5 л розвиває 185 к.с. (135 кВт) і крутний момент 700 Нм), що відповідає нормам Євро-4.[3]
- Богдан А30212 — міський автобус з двиунами Cummins ISB4.5e5 185B або Deutz TCD 2013 L04 4V обоє потужністю 185 к.с., що відповідають нормам Євро-5.[3]
- Богдан А30220 — міський автобус з двиунами Ashok Leyland HA6 ET13K об'ємом 5,7 л, потужністю 163 к.с., що відповідає нормам Євро-3.
- Богдан А30221 — міський автобус з двиунами Ashok Leyland H6 E4S123 об'ємом 5,7 л, потужністю 167 к.с., що відповідає нормам Євро-4.
- Богдан А30251 — міський автобус з двиунами Cummins SB4,5Е 4185 об'ємом 4,5 л, потужністю 185 к.с., що відповідає нормам Євро-4.

## Конкуренти
- LAZ A141 Liner
- ЗАЗ А10С І-Ван
- ХАЗ А103 Руслан
- Ataman А092H6
- МАЗ 206